# Jigme Tshering
Jigme Tshering (ur. 18 października 1959)  – bhutański łucznik, olimpijczyk.
Wziął udział w Letnich Igrzyskach Olimpijskich 1988 w Seulu, gdzie odpadł w rundzie wstępnej. Ostatecznie zdobył 1070 punktów, przez co został sklasyfikowany na 80. miejscu (w stawce 84 zawodników). Wraz z Thinleyem Dorji i Pemą Tsheringiem sklasyfikowany został w zawodach drużynowych, w których Bhutan zajął ostatnie 22. miejsce.